# Salem Amri
Pour les articles homonymes, voir Amri.
Salem Amri, né le 28 janvier 1948 à Aïn El Hammam (Tizi Ouzou, Algérie), est un footballeur international algérien. Il évoluait au poste d'attaquant,,.

## Carrière en club
- 1966-1972 : WA Rouiba
- 1972-1982 : JS Kabylie

## Palmarès

### En club
| JS Kabylie - Championnat d'Algérie (4) - Champion en 1973, 1974, 1977 et 1980 - Supercoupe d'Algérie (1) - Vainqueur en 1973 - Coupe d'Algérie (1) - Vainqueur en 1977 - Coupe des clubs champions africains (1) - Vainqueur en 1981 |